# 阿瓦沃斯湖
52°52′30″N 9°08′56″E / 52.874932°N 9.148865°E

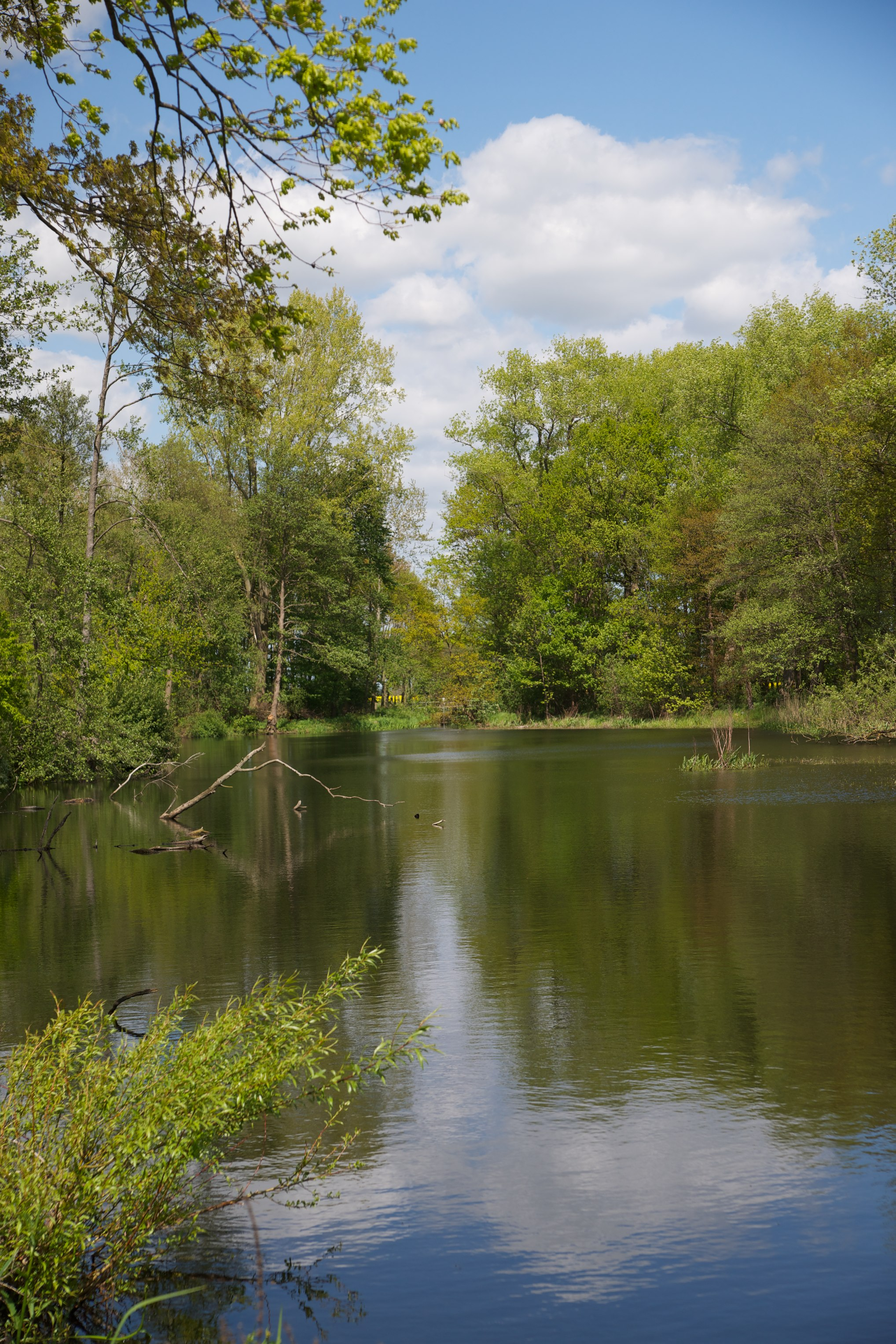

阿瓦沃斯湖（德語：Alveser See），是德國的湖泊，位於該國西北部，由下薩克森州負責管轄，處於寧堡縣，長3公里、寬0.2公里，面積0.14平方公里，最大水深4米。